# ادیلسون (بازیکن فوتبال)
ادیلسون (بازیکن فوتبال) (به پرتغالی: Ederson Honorato Campos) هافبک اهل برزیل است که در شهر Parapuã و در تاریخ ۱۳ ژانویهٔ ۱۹۸۶ به دنیا آمده‌است.
ادیلسون (بازیکن فوتبال) در تیم‌های فوتبال باشگاه ورزشی اینترناسیونال ،Juventude،نیس،لیون، لاتزیو سابقهٔ حضور دارد. این بازیکن همچنین در سال، ۲۰۰۳ برای، Brazil U-17 به میدان رفته‌است